# Virbia minuta
Virbia minuta är en fjärilsart som beskrevs av Felder 1874. Virbia minuta ingår i släktet Virbia och familjen björnspinnare. Inga underarter finns listade i Catalogue of Life.